# Танталовий конденсатор
Танталовий конденсатор — це конденсатор, що використовує властивість танталу утворювати міцну та щільну оксидну плівку на поверхні, пасивний електронний компонент електронної схеми.

## Принцип
В електролітичних конденсаторах використовуються хімічні властивості деяких спеціальних металів, які історично називали клапанами, які можуть утворювати ізолювальний оксидний шар. Тантал обраний в якості основного матеріалу для таких конденсаторів. Танталові конденсатори використовують властивість танталу утворювати міцну та щільну оксидну плівку на поверхні.

## Конструкція
Конструкція не відрізняється від класичного конденсатора, та скадається з двох електродів (анод та катод), шару діалектрику та електроліту. Відмінність полягає в застосуванні танталу для виготовлення анода, що дозволяє накопичувати значний електричний заряд.
Також до особливостей шару діелектрика відносять те, що він має мікроскопічну товщину та утворюється шаром оксиду на активній поверхні анода, який роблять з танталу.

### Анод
Анод в танталовому конденсаторі являє собою пористу гранульовану структуру, яка виготовлена з пресованого танталового порошку високого ступеня очищення.

## Типи корпусів
Танталові конденсатори виготовляються у трьох різних типах корпусів:
- SMD для поверхневого монтажу, 80 % усіх танталових конденсаторів;
- Вивідні (DIP) для навісного монтажу;
- Осьові танталові конденсатори;

|  |  |  |

## Особливості використання
У танталових конденсаторах, при експлуатації, менші фільтрувальні властивості у порівнянні з керамічними кондесаторами. Це явище особливо характерно для високих частот.

## Використання
Танталові конденсатори викоритсовуються в електронній промисловості, як електронні компоненти.